# 白鹿镇 (巫溪县)
白鹿镇，是中华人民共和国重庆市巫溪县下辖的一个乡镇级行政单位。

## 行政区划
白鹿镇下辖以下地区：
白鹿社区、檀木社区、石院村、燕子村、大坪村、大干村、九营村、香树村、下坝村、中坝村、碾盘村和兰蟒村。